# Bumirejo (Mojotengah)
Bumirejo is een bestuurslaag in het regentschap Wonosobo van de provincie Midden-Java, Indonesië. Bumirejo telt 3747 inwoners (volkstelling 2010).